# المديرية المركزية لأمن الجيش
المديرية المركزية لأمن الجيش هي فرع من وزارة الدفاع الوطني الجزائرية المسؤولة عن الاستخبارات العسكرية والمصالح العسكرية لجميع القوات المسلحة الجزائرية.
المديرية المركزية لأمن الجيش هي المسؤولة عن جمع المعلومات وتحليلها وتوزيع المعلومات الاستخباراتية على القوات المسلحة وقوات العمليات ومنظمات الدفاع المركزية.

## تاريخ
تاريخيا، كانت المديرية المركزية لأمن الجيش (DCSA) خدمة أمنية مرتبطة بوزارة الاستخبارات والأمن (DRS).
منذ عام 2013، تم إلحاق الإدارة المركزية لأمن الجيش بوزارة الدفاع الوطني بقرار من رئيس الجمهورية.

## المدراء المتعاقبون
- العقيد محمد بتشين (1987-1988)
- العقيد محمد مدين (1988-1990)
- اللواء كامل عبد الرحمن (1990-1995)
- اللواء مهنا جبار (1995-2011)
- اللواء محمد طريش (2013-2018)
- اللواء عثمان بلميلود (2018-2018)
- الجنرال سيد علي بنزميرلي (2018-2019)[2]
- العقيد بوبكر (2019-2019)
- العقيد عبد الوهاب (2019-)[1]

## روابط خارجية
- تعيين العقيد عبد الوهاب مديرا مركزيا لأمن الجيش (الشروق)
- جهاز الأمن الجزائري أقوى من أي وقتٍ مضى على الرغم من التغييرات (مركز مالكوم كير-كارنيغي للشرق الأوسط)